# Alice Hamilton
Alice Hamilton (New York, 27 februari 1869 – Hadlyme, 22 september 1970) was een Amerikaanse arts, patholoog en wetenschappelijk onderzoekster. Ze was een leidend expert op het gebied van de arbeidsomstandigheden en een pionier op het gebied van industriële toxicologie, en dan met name die van loodvergiftiging.
Naast haar wetenschappelijke werkzaamheden was Hamilton een sociaal welzijn hervormer, humanitarist en vredesactiviste. Ze was de eerste vrouw die een aanstelling (als universitair docent) kreeg aan de Harvard-universiteit.

## Biografie
Alice Hamilton was de tweede kind van de vier kinderen van de kruidenier Montgomery Hamilton (1843-1909) en Gertrude Pond (1840-1917). Ze bracht haar onbezorgde kindertijd door in Fort Wayne, Indiana, waar haar grootvader, de Ierse immigrant Allen Hamilton, zich in 1823 had gevestigd. Na aanvankelijk door haar ouders thuis te zijn onderwezen, ging ze op latere leeftijd naar de gerenommeerde meisjesschool Miss Porter's School in Farmington.
Daarna studeerde ze geneeskunde aan de Universiteit van Michigan, waar ze in 1893 haar artsendiploma behaalde. Na haar afstudering liep ze stage aan het Northwestern Hospital for Women and Children in Minneapolis en aan het New England Hospital for Woman and Children in Roxbury, een buitenwijk van Boston om de benodigde klinische ervaring op te doen. Kort hierna reisde ze af naar Europa en studeerde ze als gasttoehoorder bacteriologie en pathologie aan de Duitse universiteiten van München, Leipzig en Frankfurt van 1895 tot 1897. Na haar terugkeer in de Verenigde Staten zette ze haar postgraduate-studie voort aan de Johns Hopkins-universiteit.

## Werk
In datzelfde jaar, 1897, vertrok Hamilton naar Chicago, waar ze als hoogleraar pathologie ging werken aan de Woman's Medical School van de Northwestern-universiteit. In Chicago werd ze lid en bewoonster van Hull House, een opvanghuis opgericht door de sociaal hervormer Jane Addams en Ellen Gates Starr. Vele vrouwen en mannen uit de hogere sociale klassen die meegaand waren met Addams' hervormingen woonden voor een bepaalde tijd in Hull House.
In 1907 onderzocht Hamilton beroepsziektes met literatuur uit het buitenland die ze tot haar beschikking had en publiceerde in 1908 daarover haar eerste artikel in een geneeskundig vaktijdschrift. In 1910 werd ze lid van de nieuw opgerichte "Occupational Diseases Commission", en in 1911 werd ze aangesteld als speciaal onderzoeker bij het Amerikaanse Ministerie van Arbeid. Door de jaren heen werd ze een leidend autoriteit op het gebied van loodvergiftiging en een specialist van arbeidshygiëne. Haar rapporten naar de gevaarlijke effecten van lood, en later rubber en munitie, leidde tot verbeterde veiligheidsvoorschriften wereldwijd.
Naast haar publicaties "Landmark reports for the U.S. Department of Labor" over haar onderzoek naar arbeiders in de kopermijnen van Arizona en steenhouwers in de kalksteengroeves van Indiana, schreef Hamilton ook "Industrial Poisons in the United States" (1925), het eerste Amerikaanse boek over dit onderwerp en het gerelateerde boek "Industral Toxicology" (1934).
Hamilton was van 1919 tot haar pensionering in 1935 universitair docent aan de pas-opgerichte faculteit voor industriële geneeskunde aan de Harvard Medical School, onderdeel van de Harvard-universiteit. Gedurende haar jaren aan Harvard ontving ze nooit een promotie en werd ze veelvuldig achtergesteld ten opzichte van haar mannelijke collega's. Wel mocht ze talrijke eerbewijzen en prijzen in ontvangst nemen, waaronder in 1947 de Lasker-Bloomberg Public Service Award voor haar werkzaamheden. In 1973 werd ze postuum opgenomen in de National Women's Hall of Fame.

## Vrouwenrechten en vredesactivist

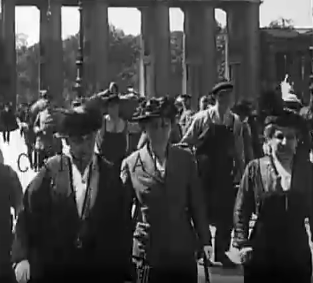
Jane Addams, Alice Hamilton en Aletta Jacobs in Berlijn (Mei 1915)

Tijdens haar jaren in Hull House streed Hamilton voor meer rechten voor vrouwen en was ze actief in de vredesbeweging. Samen met Jane Addams en Emily Greene Batch bezocht ze in 1915 het Internationaal Congres van Vrouwen in Den Haag, waar ze de Nederlandse feministe Aletta Jacobs ontmoette. Gezamenlijk bezochten ze Berlijn en het door Duitsland bezette België. Vier jaar later reisden Hamilton en Adams opnieuw af naar Europa om in Zürich het Tweede Internationaal Congres van Vrouwen bij te wonen.
1. ↑  Find a Grave.
2. ↑  The Biographical Dictionary of Women in Science; pagina('s): 549; volume: 1.